# Mairinhac
Mairinhac (en francès Meyrignac-l'Église) és un municipi francès situat al departament de la Corresa i a la regió de la Nova Aquitània.

## Demografia
| 1962                                       | 1968 | 1975 | 1982 | 1990 | 1999 | 2007 |
| ------------------------------------------ | ---- | ---- | ---- | ---- | ---- | ---- |
| 75                                         | 95   | 81   | 59   | 40   | 46   | 52   |
| Des de 1962: població sense dobles comptes |      |      |      |      |      |      |

## Administració
| Període   | Identitat            | Partit |
| --------- | -------------------- | ------ |
| 1959-1977 | Henri Lafarge        |        |
| 1977-2001 | Jean-Claude Imbert   |        |
| 2001-     | Jean-François Menuet |        |